# جورج باور
جورج باور (بالألمانية: Georg Baur) هو عالم الحيوان الألماني، من مواليد 4 يناير 1859 في ويسوسر في بوهيميا (الآن بيلا فودا جمهورية التشيك )،وتوفي 25 يونيو 1898 في ميونيخ. حضر دورات من أكبر علماء التشريح وعلماء الحفريات الألمان في ذلك الوقت أمثال كارل تيودور ارنست فون سيبولد و كارل ألفريد فون من جامعة ميونيخ 
.